# Margherita di Brandeburgo (1511-1577)
Margherita di Brandeburgo o di Hohenzollern (1511 – 1577) è stata una principessa del Brandeburgo e duchessa consorte di Pomerania e successivamente principessa Anhalt.

## Biografia
Era la figlia più giovane del principe elettore Gioacchino I di Brandeburgo (1484–1535) e di sua moglie Elisabetta (1485–1555), figlia del re Giovanni di Danimarca.

### Duchessa di Pomerania
Venne data in moglie a Giorgio I di Pomerania (1493–1531) che sposò a Berlino il 23 gennaio 1530. Ella portò in dote 20000 fiorini, permettendo a Giorgio di cederle i distretti di Barth, Damgarten, Tribsees, Grimsby e Klempenow.
Il matrimonio venne concordato durante i negoziati tenutisi nel castello di Grimnitz inerenti ai rapporti costituzionali tra Brandeburgo e Pomerania.
Giorgio I morì un anno dopo il matrimonio e Margherita beneficiò del reddito delle sue tenute solo per tre anni. La duchessa risultò  abbastanza impopolare in Pomerania e quando il principe Giovanni IV di Anhalt chiese la sua mano, il suo figliastro Filippo I di Pomerania dovette imporre una speciale tassa per pagare la sua dote e riscattare le sue tenute.
Margherita e Giorgio ebbero una figlia nata dopo la morte del padre:
- Giorgia (1531–1573).

La bambina andò con la madre in Anhalt ma fece ritorno in Pomerania a otto anni.
Margherita ebbe successo nei suoi difficili negoziati col figliastro Filippo I per ritardare il suo ritorno fino al 1543.

### Principessa di Anhalt
Il secondo matrimonio, con Giovanni V di Anhalt-Zerbst (1504–1551) venne celebrato il 15 febbraio 1534 a Dessau. L'unione si rivelò presto infelice. Margherita fuggì dal marito per raggiungere il castello di Roßlau. Martin Lutero provò a riappacificare i due coniugi e visitò la principessa a Roßlau incolpandola di aver lasciato sfacciatamente il marito. Iniziò così una feroce guerra coniugale. Giovanni, incolpando la moglie di adulterio, la fece imprigionare nel 1550. Il medico personale di Giovanni fu torturato affinché confessasse una relazione con la principessa ma non dichiarò niente.
Margherita riuscì a scappare dalla sua prigione e dopo altre peripezie arrivò mezza nuda e derubata alla corte del cugino il re Cristiano III di Danimarca a Copenaghen.
Più tardi ella visse per un po' di tempo con sua sorella Elisabetta, che le consigliò di proteggersi sposandosi una terza volta.
Elisabetta accusò la sorella di essere inaffidabile e instabile e avvertì suo genero Alberto I di Prussia di non ospitare Margherita. Alberto invece la prese con sé ugualmente e dopo la sua morte Giorgio Federico I si prese cura di lei.
Alla fine della sua vita, condusse una esistenza instabile nella Pomerania polacca. Si disse che aveva sposato un semplice contadino e che contatto la figlia Giorgia venendo poi a farle visita sotto falsa identità.

### Discendenza
Dal primo marito ebbe un'unica figlia:
- Giorgia (1531–1573), andata sposa nel 1563 al conte Stanislao di Labischin;

Dal secondo marito ebbe altri sei figli:
- Carlo I (1534–1564) principe di Anhalt-Zerbst che sposò nel 1557 la principessa Anna di Pomerania (1531-1592);
- Gioacchino Ernesto (1536–1586), principe di Anhalt, che sposò prima Agnese di Barby e poi Eleonora di Württemberg (1552-1618);
- Maria (1538–1563) che sposò Alberto X di Barby e Mühlingen (1534-1586);
- Bernardo VII (1540–1570) che sposò Clara di Brunswick-Lüneburg (1550-1598);
- Margherita (1541–1547);
- Elisabetta (1545–1574) che sposò Volfango II di Barby (1531-1615).

## Ascendenza
|                             |                          |                                 | Genitori                          |  |  | Nonni |  |  | Bisnonni                   |  |  | Trisnonni                 |  |
|                             |                          |                                 |                                   |  |  |       |  |  | Alberto III di Brandeburgo |  |  | Federico I di Brandeburgo |  |
|                             |                          |                                 |                                   |  |  |       |  |  | Alberto III di Brandeburgo |  |  | Federico I di Brandeburgo |  |
|                             |                          | Elisabetta di Baviera-Landshut  |                                   |  |  |       |  |  | Alberto III di Brandeburgo |  |  |                           |  |
| Giovanni I di Brandeburgo   |                          |                                 |                                   |  |  |       |  |  | Alberto III di Brandeburgo |  |  |                           |  |
|                             |                          | Margherita di Baden             | Giacomo I di Baden                |  |  |       |  |  |                            |  |  |                           |  |
|                             |                          | Margherita di Baden             | Giacomo I di Baden                |  |  |       |  |  |                            |  |  |                           |  |
|                             |                          | Margherita di Baden             | Caterina di Lorena                |  |  |       |  |  |                            |  |  |                           |  |
| Gioacchino I di Brandeburgo |                          | Margherita di Baden             |                                   |  |  |       |  |  |                            |  |  |                           |  |
|                             |                          | Guglielmo III di Sassonia       | Federico I di Sassonia            |  |  |       |  |  |                            |  |  |                           |  |
|                             |                          | Guglielmo III di Sassonia       | Federico I di Sassonia            |  |  |       |  |  |                            |  |  |                           |  |
|                             |                          | Guglielmo III di Sassonia       | Caterina di Braunschweig-Lüneburg |  |  |       |  |  |                            |  |  |                           |  |
| Margherita di Sassonia      |                          | Guglielmo III di Sassonia       |                                   |  |  |       |  |  |                            |  |  |                           |  |
|                             |                          | Anna d'Asburgo                  | Alberto II d'Asburgo              |  |  |       |  |  |                            |  |  |                           |  |
|                             |                          | Anna d'Asburgo                  | Alberto II d'Asburgo              |  |  |       |  |  |                            |  |  |                           |  |
|                             |                          | Anna d'Asburgo                  | Elisabetta di Lussemburgo         |  |  |       |  |  |                            |  |  |                           |  |
| Margherita di Brandeburgo   |                          | Anna d'Asburgo                  |                                   |  |  |       |  |  |                            |  |  |                           |  |
|                             | Cristiano I di Danimarca | Dietrich di Oldenburg           |                                   |  |  |       |  |  |                            |  |  |                           |  |
|                             | Cristiano I di Danimarca | Dietrich di Oldenburg           |                                   |  |  |       |  |  |                            |  |  |                           |  |
|                             | Cristiano I di Danimarca | Edvige di Schauenburg           |                                   |  |  |       |  |  |                            |  |  |                           |  |
| Giovanni di Danimarca       | Cristiano I di Danimarca |                                 |                                   |  |  |       |  |  |                            |  |  |                           |  |
|                             |                          | Dorotea di Brandeburgo-Kulmbach | Giovanni di Brandeburgo-Kulmbach  |  |  |       |  |  |                            |  |  |                           |  |
|                             |                          | Dorotea di Brandeburgo-Kulmbach | Giovanni di Brandeburgo-Kulmbach  |  |  |       |  |  |                            |  |  |                           |  |
|                             |                          | Dorotea di Brandeburgo-Kulmbach | Barbara di Sassonia-Wittenberg    |  |  |       |  |  |                            |  |  |                           |  |
| Elisabetta di Danimarca     |                          | Dorotea di Brandeburgo-Kulmbach |                                   |  |  |       |  |  |                            |  |  |                           |  |
|                             |                          | Ernesto di Sassonia             | Federico II di Sassonia           |  |  |       |  |  |                            |  |  |                           |  |
|                             |                          | Ernesto di Sassonia             | Federico II di Sassonia           |  |  |       |  |  |                            |  |  |                           |  |
|                             |                          | Ernesto di Sassonia             | Margherita d'Austria              |  |  |       |  |  |                            |  |  |                           |  |
| Cristina di Sassonia        |                          | Ernesto di Sassonia             |                                   |  |  |       |  |  |                            |  |  |                           |  |
|                             |                          | Elisabetta di Baviera           | Alberto III di Baviera            |  |  |       |  |  |                            |  |  |                           |  |
|                             |                          | Elisabetta di Baviera           | Alberto III di Baviera            |  |  |       |  |  |                            |  |  |                           |  |
|                             |                          | Elisabetta di Baviera           | Anna di Braunschweig-Grubenhagen  |  |  |       |  |  |                            |  |  |                           |  |
|                             |                          | Elisabetta di Baviera           |                                   |  |  |       |  |  |                            |  |  |                           |  |